# Zoe Zaoutzaina
Zoe Zaoutzaina (in greco Ζωὴ Ζαούτζαινα?; ... – maggio 899) è stata un'imperatrice consorte bizantina in qualità di seconda moglie dell'imperatore bizantino Leone VI il Saggio. Era figlia di Stylianos Zaoutzes (Στυλιανὸς Ζαούτζης), un burocrate di alto livello durante il regno del marito.

## Biografia

### Amante imperiale
L'opera Teofane Continuato era la continuazione della cronaca di Teofane Confessore da parte di altri scrittori, attivi durante il regno di Costantino VII. Secondo questa storia, Zoe era sposata dapprima con Teodoro Gouniazizes, un membro della corte altrimenti sconosciuto. Divenne amante dell'imperatore dopo la morte del marito. Teofane racconta che Teodoro fu avvelenato, implicando Leone VI nella sua prematura scomparsa. Simeone Metafraste afferma che Leone si innamorò di lei nel terzo anno di regno, collocando il loro incontro in torno all'889. All'epoca Leone era sposato con Teofano, figlia di Costantino Martiniakos. Il loro matrimonio era stato combinato dal padre Basilio I. Ebbero una figlia, ma il matrimonio di Leone VI e Teofano sembra essere stato senza amore.

### Imperatrice consorte

La Grecia bizantina ai tempi di Zoe

Nel settimo anno di regno (893 circa), Teofano si ritirò in un monastero nel quartiere di Blachernae a Costantinopoli. Teofano è considerata estremamente devota alla Chiesa per tutta la sua vita. Sia Teofane che Simeone restano vaghi se il suo ritiro sia stato volontario. Zoe la sostituì nella vita di palazzo e di corte. C'è una contraddizione sul suo particolare status nel periodo che va all'incirca dall'893 all'897. Secondo Simeone, il matrimonio di Leone VI con Teofano fu ufficialmente dichiarato nullo, permettendo a Leone e Zoe di sposarsi entro l'anno. Secondo Teofane, il matrimonio precedente era ancora valido e Zoe rimase l'amante reale. Entrambi concordano, però, sul fatto che il padre Stylianos Zaoutzes salì ai vertici della gerarchia di palazzo e fu persino insignito del nuovo titolo di basileopatōr ("padre dell'imperatore"), che mantenne fino alla sua morte nell'899. Teofano morì nel suo monastero il 10 novembre 897. Secondo Teofane, a questo punto Leone e Zoe procedettero al matrimonio. Sia Simeone che Teofane concordano sul fatto che Zoe fu incoronata Augusta solo dopo la morte della sua predecessetrice.

### Morte
Zoe stessa morì nell'899. Secondo il De ceremoniis di Costantino VII, aveva dato alla luce almeno due figlie. Ma Leone VI non aveva ancora un figlio maschio e la sua successione non era sicura. Simeone ricorda che fu sepolta nel tempio della sua omonima Hagia Zoe. Il De ceremoniis, tuttavia, la menziona come sepolta nella Chiesa dei Santi Apostoli, dove erano sepolti anche Leone VI, Teofano e la terza moglie Eudocia Baïana. Se entrambi i riferimenti sono corretti, i suoi resti furono traslati dal luogo di sepoltura originale a quello del marito.

## Discendenza
Zoe ebbe da Leone una figlia:
- Anna. Probabilmente sposò Ludovico III il Cieco, Imperatore del Sacro Romano Impero.